# Bursera palmeri
Bursera palmeri är en tvåhjärtbladig växtart som beskrevs av S. Wats.. Bursera palmeri ingår i släktet Bursera och familjen Burseraceae. Inga underarter finns listade i Catalogue of Life.